# 鴨遺跡
座標: 北緯35度18分46秒 東経136度00分44秒 / 北緯35.31278度 東経136.01222度
鴨遺跡（かもいせき）は滋賀県高島市鴨に所在する遺跡である。

## 概要
鴨遺跡は、安曇川と鴨川が形成した沖積平野に立地する縄文時代から江戸時代までの複合遺跡である。
昭和54年(1979)に宿鴨から南鴨にかけて行われた県営ほ場整備事業に伴い発掘調査が実施された。
検出した遺構は、9世紀後半を中心とした時期の区画された建物、塀、溝、井戸などが検出されている。
出土遺物には、貞観15年(873)の農耕収穫を記載した長大な木簡や、遠敷郡(福井県)の庸米の木簡をはじめとして墨書土器、銅印、硯などの文字関連資料、人形代、木沓、などの木製品、緑釉陶器、灰釉陶器等の土器類など、平安時代前期の遺物が多く出土している。
遺跡の性格としては、近江国の高島郡の官衙遺跡と考えられてきたが、近年では古代の荘園関連の遺跡とも考えられ、当時の生活様式を知る上で重要な資料となっている。